# Flappach
Der Flappach, teilweise auch Flattbach oder Stadtbach genannt, ist ein etwa sieben Kilometer langer, linker und südöstlicher Zufluss der in den Bodensee mündenden Schussen in Ravensburg im Landkreis Ravensburg im südlichen baden-württembergischen Oberschwaben.

## Verlauf
Der Flappach entspringt den Flappachquellen nahe Kemmerlang. Kurz danach fließt er durch den Flappachweiher und von dort aus weiter durch Ittenbeuren an Knollengraben vorbei durch das Flappachtal in die Mühlenvorstadt von Ravensburg. Dort fließt er als Stadtbach, teilweise offengelegt, durch die Innenstadt. Beim früheren Gerber- und Färberviertel Pfannenstiel mündet er in die Schussen.

## Flappachweiher
Der Flappachweiher, ursprünglich als künstlicher Stauweiher angelegt, ist heute ein idyllisches Naturfreibad. Der Weiher mit einer Wasserfläche von 5,7 ha wird über einen Zulauf im Süden sowie über die Flappachquellen im Hangwald im Osten gespeist.

## Mühlen
Der Flappach trieb im 19. Jahrhundert sechs Papiermühlen, acht Mahlmühlen, drei Sägemühlen, drei Ölmühlen, fünf Walkmühlen, einen Lohrstampf, eine Spinnfabrik und einen Eisenhammer an. Heute ist die Mönchmühle Ravensburg die letzte noch intakte Mühle am Flappach, deren Betrieb allerdings im August 2023 eingestellt wurde. Die Mönchmühle Ravensburg gehört zur Mühlenstraße Oberschwaben.

## Wasserverband Ravensburg
Am 29. September 1843 gründeten 20 Triebwerksbesitzer am Flappach die Wasserwerksgesellschaft Ravensburg, um einen Stausee anzulegen. Der Stausee sollte nicht zu Bade- oder Fischereizwecken, sondern zur gleichmäßigen Wasserversorgung der Triebwerke dienen. Zu diesem Zweck erwarb die Gesellschaft zwischen 1843 und 1846 am Kemmerlanger Moos Grund und Boden und ließ den Stausee anlegen. Zwischen 1903 und 1904 legte man zusätzlich in Ittenbeuren den Steinweiher an. Die damalige Wasserwerksgesellschaft trägt heute den Namen Wasserverband Ravensburg und ist nach wie vor Eigentümerin der beiden Stauweiher.

## Landschaftsschutzgebiet
Das Gewässersystem Flappach liegt im FFH-Gebiet Schussen und Schmalegger Tobel mit der Gebietsnummer DE8323341. welches auch als Natura-2000-Gebiet gilt. Bis zum Flappachweiher fließt der Flappach durch das Landschaftsschutzgebiet Flattbach (LfU-Nummer LSG 4.36.058) und das Naturschutzgebiet Kemmerlanger Moos (NSG 4.139).
Die Quellen sind durch die Wasserschutzgebiete Flappachquellen (WSG 436072) und Mostbrunnen (WSG 436114) geschützt.
Nach dem Flappachweiher fließt der Flappach am flächenhaften Naturdenkmal Streuwiesen am Flappach (Schutzgebiets-Nr.: FND084360640224) vorbei.